# 第六感追緝令
是一部1992年的新黑色情色驚悚電影，由保羅·范赫文執導，編劇為喬·伊斯特哈斯。主要演員有莎朗·史東、麥可·道格拉斯。
2005年4月於倫敦開拍續集《第六感追緝令2》，於2006年3月發行。

## 演员
- 米高·德格拉斯 飾 警探 Nick Curran
- 莎朗·史東 飾 Catherine Tramell
- 喬治·德桑薩（英语：George Dzundza） 飾 偵探Gus Moran
- 珍妮·翠柏虹（英语：Jeanne Tripplehorn） 飾 Dr. Beth Garner
- 丹尼斯·阿爾恩特（英语：Denis Arndt） 飾 Lieutenant Phillip Walker

## 惡搞
- 女主角用冰錐一幕被不少喜劇模仿，如1993年香港电影《逃學威龍3之龍過雞年》；2013年日本电视剧《警部補 矢部謙三》第二季第三話「危険なプロポーズ! 婚約者が必ず死ぬ女」。

## 在中国大陆
- 1994年电影《背靠背，脸对脸》，剧情中某文化馆因放映《本能》而被举报，片中仅出现含“本能”二字的红底黄字放映通知。

- 1995年电视剧《孽债》，剧情中有继姐利用色情录像带勾引继弟的情节，两人一同观看的电影即《本能》，片中出现几秒迈克尔·道格拉斯与莎朗·斯通的床戏。

## 外部連結
- 互联网电影数据库（IMDb）上《Basic Instinct》的资料（英文）
- AllMovie上《Basic Instinct》的资料（英文）
- Box Office Mojo上《Basic Instinct》的資料（英文）
- 爛番茄上《Basic Instinct》的資料（英文）